# Ляпунов, Лука Владимирович
Лука Владимирович Ляпунов (ум. 1688) — стольник, голова и воевода во времена правления Михаила Фёдоровича, Алексея Михайловича, Фёдора Алексеевича и правительницы Софьи Алексеевны.
Из дворянского рода Ляпуновы. Младший сын Владимира Прокофьевича Ляпунова. Имел старшего брата Василия Владимировича, стольника, в 1646 году есаул в походе из Ливен в Белгород, упомянут в 1648 году на бракосочетании царя Алексея Михайловича с Марией Ильиничной Милославской, нёс вторым государев каравай. Внук известного деятеля Смутного времени Прокопия Петровича Ляпунова.

## Биография

### Служба Михаилу Фёдоровичу
В 1636-1640 годах в Боярской книге показан стряпчим. В 1644 году воевода в Каневе.

#### Служба Алексею Михайловичу
В 1646 году третий есаул в походе из Ливен в Белгород с окольничим князем Львовым. В январе 1648 года показан стольником на бракосочетании царя Алексея Михайловича с Марией Ильиничной Милославской, нёс третьим государев каравай. В 1658-1676 годах в Боярской книге записан стольником. В октябре 1658 года местничал с князем Григорием Афанасьевичем Козловским. В октябре 1659 года послан воеводой в Белую, откуда было велено вести ратных людей в Смоленск к окольничему князю Александру Ивановичу Лобанову-Ростовскому. В феврале 1662 года голова четвёртой сотни стряпчих при встрече шведских послов за Земляным городом.
В 1670-1675 годах второй судья в Приказе большой казны. В 1672-1674 годах перестроил и расширил церковь Воскресения Христова в селе Исады Спасского уезда, построил трапезную на первом этаже, надстроил верхний этаж с папертью и соорудил колокольню. Храм приобрёл размеры, превышающие обычные сельские церковные строения. В 1673 году подарил данной церкви крест с надписью: «(1673 г.) октября 18 дня животворящей крест Господен с чудотворными мощами святых приложил Лука Владимирович Ляпунов в церковь Воскресения Христова и чудотворца Николая и св. великомученика Георгия, св. великомученик Фрола и Лавра и св. великомуч. князя Владимира в Рязанскую свою вотчину в с. Исады».
В декабре 1674 года голова третий сотни дворян на встрече шведских послов за Земляным городом. В 1676 году вновь местничал с князем Григорием Афанасьевичем Козловским, где предъявил грамоту деда, знаменитого Прокопия Петровича Ляпунова, когда в 1607 году с Рязани с отпиской от него и князя И.А. Хованского к царю Василию Шуйскому ездил Осип Измайлов и грамоту 1613/14 годов Михаила Фёдоровича с милостивым словом к его отцу В.П. Ляпунову.

##### Служба Фёдору Алексеевичу
В 1678 году пожертвовал церкви в Исадах золотой крест с мощами, серебряную с позолотой посуду, два Евангелие в дорогих окладах, иконы Иоанна Предтечи и Пресвятой Троицы.
В апреле 1682 года дневал и ночевал с бояриным Алексеем Петровичем Салтыковым в Архангельском соборе Московского кремля у тела царя Фёдора Алексеевича.
Полновластный хозяин сёл Аргамакова (Руднево) и Исады, где перестроил церковь  Воскресения Христова построенное его дедом и отцом.
Умер в 1688 году. Погребён в селе Исады, справа от перестроенной им церкви. Над могилой был установлен надгробный камень с надписью: «Лета 7196 … преставися … стольник Лука Владимирович Ляпунов, а погребено тело его … в селе Исадах в церкви Воскресения Христова…».
По родословной росписи показан бездетным,

## Семья
Женат дважды:
1. Пелагея Константиновна — в 1678 году подарила церкви в Исадах "воздухи", богато расшитые золотом и серебром по шёлковой ткани.
2. Фёкла Давыдовна (ум. 1684) — погребена в селе Исады. Над могилой установлен квадратный надгробный камень с надписью: «Лета 7192 сентября 23 дня на память пречестного и славного Пророка крестителя Господа Иоанна представися раба Божия Фёкла Давыдова Лукина жена Владимировича Ляпунова, а ангел ея в 24 ден на память святой первомученицы равноапостольной Фёклы».

В браках имел детей умерших в младенчестве и погребённых в селе Исады:
- Ляпунов Стефан Лукич (ум. 1658) — умер в младенчестве. Над могилой установлен надгробный камень с надписью: Лета 7166 ноября в 4 день на память преподобного отца нашего Иоанникия представися раб Божий младенец Стефан Луки Ляпунова, а ангела его октября в 28 день препод.отца нашего Стефана и Савватия».
- Ляпунова Фёодосия (ум. 1658) — умерла через три дня после брата, погребена рядом. Над могилой установлен надгробный камень с надписью: «Лета 7166 ноября праведника Веденея раба Божия младенец девица Феодосия Лукина Владимировича, а ангела ея мая…»
- Ляпунов Тимофей Лукич (ум. 1663) — умер в младенчестве. Над могилой установлен надгробный камень с надписью: «Лета 7171 июля 23 дня на память святых мучеников Флолиария (правильно — Аполлинария) и Феофила представися раб Божий Тимофей младенец Луки Ляпунова, а ангел его мая в 3 день на память Тимофея и Мавры».
- Ляпунова Анна (ум. 1678) — умерла в девичестве. Над могилой установлен надгробный камень с надписью: «Лета 7186 июля в день 30 на память святых апостолов Силы и Сулиана (правильно — Силуана) представися раба Божия девица Анна Лукина дочь Владимировича Ляпунова, а ангела ея сентября в 9 день святых праведных богоносца Иоакима и Анны».
- Ляпунова Феодосия (ум. 1683) — ещё одна дочь с одноимённым именем. Над могилой установлен надгробный камень с надписью: «Лета 7191 генваря в 8 день на память преподобного Георгия и препод.Домника (правильно — Домники) представися раба Божия Феодосия Лукина доч Владимировича Ляпунова, а ангел ея мая 29 дня на память преподобной мученицы Феодосии девицы».